# The Dance (disc EP)
The Dance este primul disc EP al formației olandeze de metal simfonic/gotic Within Temptation, lansat în iunie 1998 prin intermediul companiei DSFA Records. Materialul a fost numit „un pas important în cariera grupului” care „ne prezintă maturizarea muzicală a acestuia prin explorarea parametrilor metalului orchestral, neo-clasic”.

## Ordinea pieselor pe disc
Versiunea standard
1. „The Dance” — 5:02
2. „Another Day” — 5:44
3. „The Other Half (of Me)” — 4:49
4. „Restless (Remix)” — 3:31
5. „Candles & Pearls of Light (Remix)” — 9:02